# Paraclius scutopilosus
Paraclius scutopilosus är en tvåvingeart som beskrevs av Octave Parent 1941. Paraclius scutopilosus ingår i släktet Paraclius och familjen styltflugor. Inga underarter finns listade i Catalogue of Life.